# العلاقات المارشالية الغيانية
العلاقات المارشالية الغيانية هي العلاقات الثنائية التي تجمع بين جزر مارشال وغيانا.

## مقارنة بين البلدين
هذه مقارنة عامة ومرجعية للدولتين:
| وجه المقارنة                                              | جزر مارشال                     | غيانا        |
| --------------------------------------------------------- | ------------------------------ | ------------ |
| المساحة (كم2)                                             | 181                            | 214.97 ألف   |
| عدد السكان (نسمة)                                         | 53.13 ألف                      | 777.86 ألف   |
| الكثافة السكانية (ن./كم²)                                 | 29.35 ألف                      | 3.62         |
| العاصمة                                                   | ماجورو                         | جورج تاون    |
| اللغة الرسمية                                             | لغة إنجليزية، اللغة المارشالية | لغة إنجليزية |
| العملة                                                    | دولار أمريكي                   | دولار غياني  |
| الناتج المحلي الإجمالي (بليون دولار)                      | 199.40 مليون                   | 3.68 مليار   |
| الناتج المحلي الإجمالي (تعادل القوة الشرائية) بليون دولار | 207.25 مليون                   | 5.77 مليار   |
| الناتج المحلي الإجمالي الاسمي للفرد دولار أمريكي          | 3.38 ألف                       | 4.13 ألف     |
| الناتج المحلي الإجمالي للفرد دولار أمريكي                 | 3.80 ألف                       |              |
| مؤشر التنمية البشرية                                      |                                |              |
| رمز المكالمات الدولي                                      | +692                           | +592         |
| رمز الإنترنت                                              | .mh                            | .gy          |
| المنطقة الزمنية                                           | ت ع م+12:00                    | 00           |

## منظمات دولية مشتركة
يشترك البلدان في عضوية مجموعة من المنظمات الدولية، منها:
| علم المنظمة | اسم المنظمة                                 | تاريخ انضمام جزر مارشال | تاريخ انضمام غيانا |
| ----------- | ------------------------------------------- | ----------------------- | ------------------ |
|             | تحالف الدول الجزرية الصغيرة                 | ?                       | ?                  |
|             | البنك الدولي للإنشاء والتعمير               | 21 مايو 1992            | 26 سبتمبر 1966     |
|             | يونسكو                                      | 30 يونيو 1995           | 21 مارس 1967       |
|             | الاتحاد الدولي للاتصالات                    | 22 فبراير 1996          | 8 مارس 1967        |
|             | مؤسسة التمويل الدولية                       | 23 سبتمبر 1992          | 4 يناير 1967       |
|             | منظمة الشرطة الجنائية الدولية               | ?                       | ?                  |
|             | مؤسسة التنمية الدولية                       | 19 يناير 1993           | 4 يناير 1967       |
|             | الأمم المتحدة                               | 17 سبتمبر 1991          | 20 سبتمبر 1966     |
|             | مجموعة دول أفريقيا والكاريبي والمحيط الهادئ | ?                       | ?                  |
|             | منظمة حظر الأسلحة الكيميائية                | ?                       | ?                  |

## وصلات خارجية
- موقع وزارة الخارجية الغيانية